# Thurnau
Thurnau település Németországban, azon belül Bajorországban. Lakosainak száma 4111 fő (2023. december 31.).

## Népesség
A település népessége az elmúlt években az alábbi módon változott:
| Lakosok száma | 1234 | 1860 | 3569 | 4003 | 4249 | 4201 | 4122 | 4094 | 4078 | 4111 |
|               | 1875 | 1950 | 1975 | 1987 | 2012 | 2014 | 2016 | 2017 | 2021 | 2023 |